# Associação Desportiva de Valongo
A Associação Desportiva de Valongo é uma equipa de hóquei em patins de Valongo.
Nesta cidade do distrito do Porto, o desporto mais popular não é o futebol (desporto-rei português), mas sim o hóquei em patins. De modo geral, o concelho de Valongo tem pouca representatividade ao mais alto nível do desporto português. Contudo, a par do ciclismo, o hóquei patins é uma modalidade na qual Valongo apresenta excelente sucesso desportivo e reconhecimento popular, habitualmente enchendo o Pavilhão Municipal de Valongo.
A AD Valongo foi fundada em 1955 e é um dos clubes mais prestigiados do hóquei nacional. No seu palmarés conta com 4 títulos da II Divisão e uma Supertaça, para além da maior conquista da sua história: sagrou-se campeão nacional de hóquei em patins em na época 2013/14.
Na época 2021/22, a AD Valongo fez a sua melhor prestação internacional, alcançando a final da Liga Europeia, na qual empatou 4-4 com o GSH Trissino e perdeu por 3-1 no desempate por penáltis.
Em 2022, ganhou a Taça Continental ao vencer o GSH Trissino por 2-1 na final.

## História
“Orgulho, raça e tradição.” é o que se lê na bancada central e em cada recanto do velho pavilhão municipal. O apego dos valonguenses ao hóquei é feito disso mesmo. Não é por acaso que o clube tem a melhor média de espetadores da modalidade em Portugal ou que há gente que fica a ouvir o jogo de fora do recinto quando os dois mil lugares sentados não chegam para comportar a gente que quer ver os grandes embates com FC Porto, Benfica, Sporting ou contra os rivais de longa data: o Óquei de Barcelos.
A paixão desta cidade pelo hóquei explica-se por um largo bem no centro da cidade. Aquilo que hoje é um jardim ladeado por uma paragem de autocarro foi em tempos a casa do hóquei do Valongo. Até aos inícios da década de 1970 era ali, num rinque a céu aberto que os craques do hóquei jogavam ao fim-de-semana e onde os miúdos se entretinham nos tempos livres.
O rinque a céu aberto, bem no centro da cidade, estava longe de ter as condições ideais para a prática do hóquei. Mesmo nos jogos oficiais, a equipa principal do Valongo e os visitantes dependiam da boa vontade de dois vizinhos, que cediam as casas de banho das suas habitações como balneários improvisados.
Os jovens amadores que se sagraram campeões nacionais frente ao FC Porto não têm sequer memória do rinque. Boa parte deles formou-se no pavilhão que fervilha a cada jogo de hóquei. A paixão, porém, mantém-se deste esses tempos e promete não cessar. Para tirar dúvidas basta visitar o recinto Valonguense numa manhã de sábado para ver largas dezenas de crianças a deslizar de patins cumprindo o sonho de jogar hóquei como os seus ídolos que agora são campeões.

## Plantel
| #  | Nacionalidade | Nome            | Posição      | Idade | Clube Anterior               |
| -- | ------------- | --------------- | ------------ | ----- | ---------------------------- |
| 30 | Portugal      | Gonçalo Bento   | Guarda Redes | 19    | AD Valongo                   |
| 47 | Portugal      | Xano Edo        | Guarda Redes | 21    | CP Calafell                  |
| 2  | Portugal      | Gabriel Azevedo | Defesa/Médio | 20    | AD Valongo                   |
| 6  | Portugal      | Francisco Silva | Defesa/Médio | 32    | Juventude de Viana           |
| 11 | Portugal      | Carlos Ramos    | Defesa/Médio | 22    | FC Porto                     |
| 22 | Portugal      | Nuno Santos     | Defesa/Médio | 26    | Juventude de Viana           |
| 78 | Portugal      | Diogo Abreu     | Defesa/Médio | 20    | AD Valongo                   |
| 2  | Portugal      | Martim Leite    | Avançado     | 19    | AD Valongo                   |
| 5  | Portugal      | Miguel Moura    | Avançado     | 22    | HC Braga                     |
| 17 | Portugal      | Rafael Bessa    | Avançado     | 21    | AD Valongo                   |
| 33 | Argentina     | Facundo Navarro | Avançado     | 22    | AD Sanjoanense               |
| 87 | Argentina     | Facundo Bridge  | Avançado     | 23    | Riba D´Ave                   |
| -  | Espanha       | Edo Bosch       | Treinador    | 47    | Portugal (Treinador Adjunto) |

## Palmarés

### Internacionais
- Taça Continental: 1
  - 2022
- Liga dos Campeões da WSE (Finalista Vencido)
- 2022

### Nacionais
- Campeonato Português de Hóquei em Patins: 1
  - 2013–14

- Supertaça António Livramento: 1
  - 2014
- Campeonato Nacional da 2.ª Divisão de Hóquei em Patins: 4
  - 1983–84, 1985–86, 1988–89, 1996–97

#### Equipa B
- Campeonato Nacional da 3.ª Divisão de Hóquei em Patins: 1
  - 2018–19